# Guillermo Vargas Ruiz
Guillermo Vargas Ruiz (Bollullos de la Mitación, provincia de Sevilla, 7 de junio de 1910-Madrid, 1990), fue un pintor, grabador y profesor español.

## Biografía
En 1928 inició su formación en la Escuela de Artes y Oficios de Sevilla. En 1934 estudió en la Escuela de Bellas Artes de Madrid y amplió sus conocimientos en Estados Unidos, con una Pensión de la Diputación Provincial de Sevilla. En 1964 fue nombrado Profesor Auxiliar Numerario en la Escuela de Bellas Artes de San Fernando, accediendo a la Cátedra de Preparatorio de Colorido en 1969, desde la que pasó a la Facultad de Bellas Artes hasta su jubilación en 1981. 
Celebró diversas exposiciones individuales en Madrid (sala Macarrón, 1943, 1945, 1949, 1952, 1958, 1962, 1981; sala del Prado del Ateneo, 1965; galería Círculo 2, 1968; galería Richelieu, 1970; sala Cellini, 1972; galería Andrada, 1977; galería Balboa, 13, 1979, 1983, sala Santa Catalina del Ateneo, 1980; galería Kreisler, 1986, 1990), Bilbao (sala Arte, 1946, 1948, 1963), Córdoba (sala Céspedes del Círculo de la Amistad, 1962), Sevilla (sala del Ateneo, 1962, Museo del Arte Contemporáneo, 1984), Salamanca (Escuela de Nobles y Bellas Artes y San Eloy, 1965), Valladolid (Caja de Ahorros de Salamanca, 1965), Barcelona (Camarote Granados, 1969; galería Kreisler, 1987), Valencia (galería Galatheo, 1963), Javea (Ronda Sur, 1983), etc.
En 1945 fue distinguido con el Premio de Pintura en los Concursos Nacionales; en 1948 logró una Tercera Medalla de la Exposición Nacional de Bellas Artes; en 1952 alcanzó una Segunda Medalla; en 1960 obtuvo el Premio de la Diputación de Sevilla, en la Exposición de Otoño de la Real Academia; en 1961, logró la Medalla de Oro del Círculo de Bellas Artes de Madrid, en el Salón de Grabado; en 1962, se le otorgó el Premio de la Diputación de La Coruña, en la sección de Dibujo de la Nacional de Bellas Artes; en 1964 consigue la Pensión de la Fundación March; en 1972 se le concede la Medalla de Honor de la Real Academia de Bellas Artes de Santa Isabel de Hungría, en la Exposición de Otoño de Sevilla.

## Museos
-Museo de Arte Contemporáneo de Madrid. 
-Museo Provincial de Bellas Artes de Jaén. 
-Museo Provincial de Bellas Artes de Huelva. 
-Museo Municipal de Madrid. Museo de La Coruña. 
-Diputación Foral de Navarra. Diputación de Sevilla.
-Museo Camón Aznar de Zaragoza. 
-Museo de Dibujo JULIO GAVIN-CASTILLO DE LARRES.
- Datos: Q6441232